# Frederik Bjerre Andersen

Frederik Bjerre Andersen (født 28. april 1979) er en dansk forfatter, spoken word-artist og journalist. Han debuterede i bogform med tekstsamlingen Hovedpersonen (2010) på forlaget Jorinde & Joringel.
Et uddrag af Hovedpersonen blev i august 2011 udgivet i det internationale online-tidsskrift Words Without Borders med titlen Main Character. Fra 2007-2011 journalist og forsideredigerende på Ekstra Bladet, eb.dk, 2011-2012 forsideredaktør hos DR (Danmarks Radio), dr.dk.
Frederik Bjerre Andersen har også stået bag ordinstallationerne Ord i Vejen og Ord i Vejen II på Nørrebro i København.
Fra 2002-2006 var Frederik Bjerre Andersen en af de drivende kræfter bag poetry slam-scenen Poetry Slam Cph. i København. Som optrædende poetry slammer blev han nummer 3 ved Danmarksmesterskaberne 2003, Århusmester i 2006 og vinder af Ofelia Beach Poetry Slam Cup i 2011. Desuden har Frederik Bjerre Andersen optrådt til spoken word-arrangementer over hele Danmark samt i USA og Tyskland.
Sammen med blandt andet Claus Høxbroe og Jonathan Nielsen stod Frederik Bjerre Andersen i 2002-2010 desuden bag Lyrikkanonen (senere Andersen & Nielsens Lyrikkanon), der med optrædener på blandt andet Roskilde Festival, Stengade 30, Café Teatret mv. eksperimenterede med at sætte litteratur og poesi ind i en underholdende show-ramme.

## Udgivelser
- 2010 Hovedpersonen (Jorinde & Joringel)
- 2011 København – Aarhus/ Aarhus København (SMS Press)
- 2011 Kanariefugle (SMS Press)